# Dermite des prés
 Mise en garde médicale
La dermite des prés (pastanargue en langage populaire) est une phytodermatose phototoxique. On la classe parmi les photodermatoses.

## Diagnostic
On note une éruption rouge dessinant la forme de brins d'herbe disséminés sur des zones qui ont été exposées aux végétaux et au soleil en présence d'humidité (sueur, baignade…). Ces lésions apparaissent également bulleuses, confluentes en majorité au décours de l'éruption.

## Cause
Elle est due au contact de la peau avec des plantes phototoxiques, en raison des furocoumarines qu'elles contiennent, combiné avec l'humidité de la peau et l'exposition directe au soleil.
Les plantes en cause appartiennent notamment aux familles des ombellifères et des rutacées, cultivées ou sauvages :
- Berce commune
- Berce du Caucase
- Carotte
- Céleri
- Citronnier
- Cumin
- Fenouil
- Figuier
- Panais
- Persil
- Rue

## Prévention et traitement
S'abstenir de contact avec ces végétaux par le port de vêtements ou un simple évitement suffit.
Le traitement, sinon, est symptomatique (antiseptiques, dermocorticoïdes).
Prévenir le sujet du risque de séquelle à type d'hyperpigmentation linéaire, de durée variable.

## Diagnostic différentiel
Eczéma de contact ou aéroporté aux chrysanthèmes, dont la répétition du contact peut mener à un eczéma généralisé ou érythrodermique. (Tableau des maladies professionnelles no 65 au Régime général et no 44 au Régime agricole.